# Crida Nacional per la República
La Crida Nacional per la República (CNR) és un moviment polític independentista català amb tres corrents ideològics (liberal, socialdemòcrata i esquerranista). Va ser presentat el juliol de 2018 com un espai polític sorgit de l'entorn de Carles Puigdemont. Va celebrar el seu congrés fundacional el 27 d'octubre de 2018 al Pavelló Congost de Manresa, justament un any després de la declaració d'independència del Parlament de Catalunya. Després de dubtar si presentar-se o no com a partit polític, el 26 de gener de 2019 van celebrar el seu congrés constituent.

## Història
Després del referèndum de l'1 d'octubre del 2017, la declaració d'independència i la posterior aplicació de l'article 155 de la constitució espanyola, el govern espanyol va imposar unes eleccions al desembre del mateix any. En aquestes eleccions van tornar a guanyar les opcions independentistes, però el govern de Madrid va impedir que Carles Puigdemont fos investit president. Puigdemont, a l'exili, va intentar internacionalitzar la causa catalana i continuar liderant la coalició electoral Junts per Catalunya.
Després de diverses tensions internes, el juliol de 2018 va presentar la Crida Nacional per la República, una nova proposta per intentar crear un espai central i aglutinador de l'independentisme català. Segons Agustí Colomines, un dels seus impulsors, la Crida, s'inspira en «una combinació de l'Assemblea Nacional Catalana i del PSUC», en el moviment En Marche! que en un any va dur Emmanuel Macron a l'Elisi francès, o fins i tot en l'SNP escocès.
Durant els mesos previs a la presentació es va registrar el nom de Moviment 1 d'Octubre i es va tantejar fer servir Junts per Catalunya, però el Partit Demòcrata Europeu Català va registrar la marca com a partit polític el mateix juliol de 2018.

### Presentació
La Crida Nacional per la República es va presentar formalment com un moviment amb ganes d'esdevenir un partit polític el 16 de juliol de 2018 a la sala Bohigas de l'Ateneu Barcelonès, en un acte on van intervenir Gemma Geis, Ferran Mascarell, Toni Morral, Carles Puigdemont (via videoconferència), Jordi Sànchez (via missatge escrit) i Quim Torra (via missatge d'àudio). Durant les dues primeres hores el web va rebre més de 3.000 adherits.
Entre el grup promotor inicial hi havia Josep Ferrer, Germà Bel, Aurora Madaula, Marc Guerrero, Elsa Artadi i Eduard Pujol.
Els presos polítics Jordi Turull, Josep Rull i Joaquim Forn van demanar en un article publicat als mitjans que el Partit Demòcrata se sumés al moviment. El 21 de juliol de 2018, durant la primera assemblea nacional del Partit Demòcrata, el partit va acordar recomanar l'adhesió als seus associats i iniciar un procés de negociacions bilaterals. En declaracions posteriors a l'acte, la resta de partits independentistes amb representació parlamentària (ERC i CUP) van interpretar-ho com una nova refundació de l'espai polític que abans ocupava Convergència Democràtica de Catalunya.

### Congrés de Manresa
El 27 d'octubre de 2018 es va presentar al Pavelló Nou Congost de Manresa la ponència política, en un acte on van participar Gemma Geis, Ferran Mascarell i Toni Morral i on van anar unes 6.000 persones, segons l'organització. En aquell moment es va informar als assistents que hi havia 51.000 persones adherides i 9.500 persones fundadores. Geis va realitzar la ponència organitzativa, on es va anunciar que l'entitat s'estructuraria en tres òrgans: un Govern, una Assemblea Nacional i un Consell de Representants. Segons Geis, el moviment aposta per un referèndum acordat amb l'estat espanyol, sense renunciar a “cap via pacífica”. Va definir l'Assemblea Nacional com l'organisme per definir l'acció política del Govern de la Crida. Geis va mencionar que són persones fundadores de la Crida totes aquelles que han fet un donatiu de 10 € per a la seva fundació, i adherides les que s'hagin donat d'alta a la seva base de dades. Inicialment es preveia que el congrés constituent tingués lloc el 6 de desembre del 2018, però es va anar retardant fins al 26 de gener de 2019.

### Congrés constituent
El 26 de gener de 2019 va tenir lloc el congrés constituent de la Crida al Centre de Convencions Internacional de Barcelona. L'organització va anunciar que actuaria com a associació fins que la direcció, pilotada per Toni Morral com a secretari general, plantegi a l'assemblea a quines eleccions es vol presentar, i si ho farà com a partit polític. També va anunciar que es dissoldria quan s'arribi a la independència.
La ponència organitzativa es va aprovar amb 2.125 vots a favor, 11 en contra i 63 abstencions, i la ponència política, amb 1.280 vots a favor, 8 en contra i 13 abstencions. Es van presentar dues candidatures a la direcció. Toni Morral va presentar la llista de Jordi Sànchez. Jordi Ferrés, va presentar una segona llista. Es va votar en dues urnes: una per al president i secretari general, que es votaven conjuntament, i una altra per als 19 membres de la direcció. Les 19 persones més votades van ser (per ordre de vots): Laura Borràs, Elsa Artadi, Gemma Geis, Pilar Calvo, Marina Geli, Pep Andreu, Ferran Mascarell, Albert Batet, Damià Calvet, Carme Marques-Pinto:, Miquel Àngel Escobar, Jordi Pairó, Irene Negre, Rosario Palomino, Assumpció Castellví, Àngels Cabasés, Montserrat Morante, Josep Ferrer i Gerard Sesé.

## Objectius
Segons les seves declaracions institucionals, la Crida es marca com a fites principals: convertir Catalunya en un Estat independent en forma de república, constituir un moviment que cristal·litzi en un instrument polític organitzat, vertebrar un instrument polític a partir de la pluralitat ideològica, propiciar acords a escala nacional i local per apoderar la ciutadania de Catalunya i autodissoldre's un cop assolit l'objectiu d'instaurar la República Catalana.

## Organització interna
Hi ha tres òrgans principals. Són l'assemblea nacional, l'assemblea de representants i el govern de direcció política. Els estatuts fixen que els associats a la Crida han de poder compatibilitzar la militància amb altres partits i associacions. El gener de 2019 en tenien 16.954, quan els fundadors van passar a ser militants del moviment.

### Organigrama
- Presidència: Jordi Sànchez i Picanyol.
- Secretaria general: Antoni Morral i Berenguer.
- Altres membres: Laura Borràs i Castanyer, Elsa Artadi i Vila, Gemma Geis i Carreras, Pilar Calvo i Gómez, Marina Geli i Fàbrega, Josep Andreu i Domingo, Ferran Mascarell i Canalda, Albert Batet i Canadell, Damià Calvet i Valera, Maria do Carmo Marques-Pinto, Miquel Àngel Escobar i Gutiérrez, Jordi Pairó i Presseguer, Irene Negre i Estorach, Rosario Palomino Otiniano, Assumpció Castellví i Auví, Àngels Cabasés i Piqué, Montserrat Morante i Schiaffino, Josep Ferrer i Llop i Gerard Sesé i Lara.